# Брайън Джоузефсън
Брайън Джоузефсън (на английски: Brian Josephson) е уелски физик, носител на Нобелова награда за физика за 1973 г. за открития от него Ефект на Джоузефсън. Член на лондонското Кралско дружество (1970).

## Биография
Роден е на 4 януари 1940 година в Кардиф, Уелс. През 1960 г. завършва Тринити Колидж на Кеймбриджкия университет, където защитава и докторска дисертация през 1964 г. След това е назначен за професор в Кеймбриджкия университет (1964), пост, на който остава до пенсионирането си през 2007 г.
На 22-годишна възраст, по време на докторантурата си в Кеймбридж открива ефект на Джоузефсън, изразяващ се в наличието на електрически токове между два свръхпроводника, отделени от тънък диелектричен слой, за което получава Нобелова награда.

## Награди
- ₤1000 Награда на списание New Scientist, 1969[1]
- Награда на RCSA за извънреден принос към науката, 1969[2]
- Избран за член на Кралството общество (FRS) през 1970[3]
- Мемориална награда Фриц Лондон, 1970[4]
- Медал Гътри, 1972[5]
- Медар Ван дер Пол, International Union of Radio Science, 1972[5]
- Медал Елиът Кресън (Franklin Institute), 1972[5]
- Медал Хюз, 1972[5]
- Награда Холуек (Institute of Physics and French Institute of Physics), 1972[5]
- Нобелова награда по физика, 1973[5]
- Doctor honoris causa, Университет на Уелс, 1974[5]
- Медал Фарадей (Institution of Electrical Engineers), 1982[5]
- Doctor honoris causa, Ексетърски университет, 1983[4]
- Sir George Thomson (Institute of Measurement and Control), 1984[5]